# Гришин, Виктор Семёнович
Ви́ктор Семёнович Гри́шин (6 ноября 1942, Чубарово, Сасовский район, Рязанская область, РСФСР, СССР ― 31 марта 2019, Йошкар-Ола, Марий Эл, Россия) ― советский и российский актёр театра, театральный педагог. Актёр Республиканского русского драматического театра Марийской АССР (1974―1978, 1984―2019). Народный артист Республики Марий Эл (2007). Заслуженный артист Республики Марий Эл (1999). Лауреат Национальной театральной премии имени Йывана Кырли.

## Биография
Родился 6 ноября 1942 года в селе Чубарово ныне Сасовского района Рязанской области в крестьянской семье.
В 1960 году окончил Каргашинскую среднюю школу, в 1962 году ― Шацкое культпросветучилище Рязанской области.
В 1962―1966 годах служил на флоте.
В 1971 году окончил Московский институт культуры.
В 1971―1978 годах ― инспектор Рязанского областного управления культуры, помощник режиссёра театра имени В. И. Качалова в Казани.
В 1980 годах был актёром Русского театра драмы имени М. Ю. Лермонтова, в 1982―1984 годах ― актёром Котласского драматического театра (Архангельская область).
В 1974―1978 и 1984―2019 годах ― актёр Республиканского русского драматического театра Марийской АССР (ныне — Академический русский театр драмы имени Георгия Константинова).
В 1980―1982 и 1984―2012 годах – преподаватель сценической речи Марийского колледжа искусств имени И. С. Палантая. 
Скончался 31 марта 2019 года перед спектаклем «Корсиканка», в котором должен был играть, в г. Йошкар-Оле. 

## Театральная и педагогическая деятьность
На сцене Русского театра драмы в г. Йошкар-Оле сыграл более 100 ролей, став культовой фигурой в театре. Его отличает особо трепетный подход и тщательная подготовка к любой роли, диапазон которых широк — от острохарактерных до драматических.
Сейчас сго выпускники работают на сцене Академического русского театра драмы им. Г. Константинова, Марийского республиканского театра-центра для детей и молодежи (ТЮЗ), Республиканского театра кукол, а также Государственном русском драматическом театре имени А.В. Баталова (г. Бугульма, Республика Татарстан), Воронежском государственном театре кукол «Шут». Многие выпускники окончили высшие учебные заведения и работают в театрально-зрелищных учреждениях.
Вместе со студентами готовил литературно-музыкальные композиции и литературные спектакли, с которыми студенты выступали в библиотеках и учреждениях культуры Марий Эл.
Являлся постоянным участником Международного фестиваля-лаборатории учебных заведений культуры и искусства «Театральное студенчество», который с 2001 года проводится на базе Марийского республиканского колледжа культуры и искусств им. И.С. Палантая. В рамках лаборатории регулярно проводил открытые занятия, мастер-классы, которые пользуются большим спросом у участников.
В 2007 году ему присвоено почётное звание «Народный артист Республики Марий Эл». Является лауреатом Национальной театральной премии имени Йывана Кырли Награждён медалями и почётными грамотами различного уровня. За высокий профессиональный уровень преподавания и многолетнюю добросовестную работу в системе среднего профессионального образования награжден Почетной грамотой Государственного комитета по профессиональному образованию Республики Марий Эл, неоднократно отмечался Благодарностями и Почетными грамотами Марийского республиканского колледжа культуры и искусств им. И.С. Палантая.

## Основные роли
Список основных ролей В. С. Гришина:
- Непутёвый («На бойком месте» А. Островского)
- Дон Грегорио («Цианистый калий…с молоком или без?» Х. Мильяна)
- Дедушка («Моя профессия — синьор из общества» Д. Скарниччи, Р. Тарабузи)
- Моро («Мужчина для женщин» М. Эме)
- Лебедев («Идиот» Ф. Достоевского)
- Швохнев («Игроки» Н. Гоголя)
- Луиджи Палья («Осенняя история» А. Николаи)
- Оргон («Тартюф» Ж.-Б. Мольера)
- Барон («Маленькие трагедии» А. Пушкина)
- Костылев («На дне» М. Горького)
- Волшебник («Точка зрения» В. Шукшина)
- Бургомистр («Визит дамы» Ф. Дюрренматта)
- Мырзанай, хан Сафа-Гирей, князь Дмитрий Бельский («Марш Акпарса» А. Крупнякова)
- Потап Потапыч Каркунов («Сердце не камень» А. Островского)

## Признание
- Народный артист Республики Марий Эл (2007)[1][2]
- Заслуженный артист Республики Марий Эл (1999)[1][2]
- Медаль ордена «За заслуги перед Марий Эл» (2012)[1] ― за вклад в развитие театрального искусства Республики Марий Эл
- Почётная грамота Президента Российской Федерации (7 апреля 2017) ― за заслуги в развитии культуры и искусства, средств массовой информации и плодотворную деятельность[6][7][8]
- Национальная театральная премия имени Йывана Кырли